# Bout de Zan et le Ramoneur
Bout de Zan et le ramoneur és una pel·lícula muda francesa escrita i dirigida per Louis Feuillade i estrenada el 10 d’abril de 1914.
Aquesta pel·lícula forma part de la sèrie Bout de Zan.

## Repartiment
- René Poyen : Bout de Zan
- Alice Tissot